# قودفريد عديوبي
قودفريد عديوبي (بالإنجليزية: Godfried Aduobe)‏ (29 أكتوبر 1975 بأكرا في غانا - ) هو لاعب كرة قدم غاني في مركز الوسط. شارك مع منتخب غانا لكرة القدم. أما مع النوادي، فقد لعب مع غرويتر فورت ونادي تورينو ونادي كارلسروه ونادي يانغ بويز وهانزا روستوك وBSC Old Boys ‏ ورويتلينغن 05 ‏.

## وصلات خارجية
- قودفريد عديوبي على موقع قاعدة بيانات كرة القدم.إي يو (الإنجليزية)
- قودفريد عديوبي على موقع بيانات كرة القدم. دي إي (الألمانية)
- قودفريد عديوبي على موقع ناشيونال فوتبول تيمز (الإنجليزية)
- قودفريد عديوبي على موقع عالم كرة القدم.نت (الإنجليزية)
- قودفريد عديوبي على موقع أوليمبيديا (الإنجليزية)